# Default (finanza)
In finanza viene definita come situazione di default (in italiano insolvenza) l'incapacità tecnica di un'emittente di rispettare le clausole contrattuali previste dal regolamento del finanziamento. Per esempio è la situazione in cui incorre uno Stato quando dichiara insolvenza (insolvenza sovrana).
Il default più grande privato è stato quello della banca Lehman Brothers, con oltre 600 miliardi di US$ nel 2008. Il default sovrano più grande è stato quello della Grecia, con 138 miliardi di US$ nel marzo 2012.

## Descrizione
Il default può essere formale o sostanziale:
- Formale, laddove un'emittente non rispetti determinati indici di copertura o patrimoniali tali per cui il prestito potrebbe subire una significativa modifica del proprio merito di credito;
- Sostanziale allorché un'emittente non sia materialmente in grado di corrispondere le rate di interesse o di rimborso del capitale alla naturale scadenza di ciascuna.

### Default sovrano
L'insolvenza sovrana avviene in uno Stato senza la dichiarazione della propria giurisdizione. Un esempio è la Grecia, che entrò in default secondo il FMI nel 2015. In questi casi avviene una rinegoziazione del debito.
Con la crisi finanziaria russa del 1998, lo Stato entrò in default per il suo debito interno (GKO), ma non per debiti verso creditori esterni (Eurobond). La crisi economica argentina del 1999-2002, presentò un default di 1 miliardo di US$ detenuto dalla World Bank.

### Default ordinato
In periodi di crisi d'insolvenza, viene messo in atto tra le parti una ristrutturazione del debito chiamato "default ordinato" o "default controllato". Gli esperti che favoriscono questo approccio per risolvere una crisi del debito nazionale in genere sostengono che un ritardo nell'organizzazione di un default ordinato finirebbe per danneggiare ancora di più i creditori e i paesi vicini.

### Default strategico
Quando un debitore "sceglie"  di entrare in default, si chiama default strategico.

### Default sovrano strategico
Alcuni Stati possono anche entrare in default pur potendo pagare il debito. Nel 2008, l'Ecuador con il presidente Rafael Correa dichiarò default sul pagamento di un interesse, considerandolo "immorale e illegittimo".

## Default dopo Basilea 2
L'accordo Basilea II ha modificato in modo importante e oggettivo la definizione di default del soggetto passivo di un credito.
Per esposizioni in default si intendono: sofferenze, incagli, crediti ristrutturati, crediti scaduti e/o sconfinanti.
- Sofferenza: esposizione verso una controparte in stato di insolvenza (anche se non accertato giudizialmente) o in situazione equiparabile, indipendentemente dalla previsione di perdita formulata dalla banca e dalla presenza di garanzie.
- Incaglio: esposizione verso una controparte in temporanea difficoltà – definita sulla base di fattori oggettivi – che si ritiene possa essere superata in un congruo periodo di tempo.
- Credito ristrutturato: esposizione nella quale una banca o un pool di banche, a causa del deterioramento della situazione economico-finanziaria del debitore, ha/hanno modificato le condizioni originarie del prestito (riscadenzamento dei termini; riduzione del tasso di interesse), determinando l’emersione di una perdita.
- Rientrano tra i crediti scaduti e/o sconfinanti quelli per cui:
  - il debitore è in ritardo su una obbligazione creditizia verso la banca o il gruppo bancario da oltre 90 giorni;
  - la soglia di “rilevanza” è pari al 5% dell’esposizione.

Per le esposizioni al dettaglio le banche possono adottare, limitatamente ai crediti scaduti o sconfinanti, una definizione di default a livello di singola transazione, se coerente con le proprie prassi gestionali. Per i crediti corporate si applica la calusola cross default, ossia l'insolvenza su una linea di credito causa il default di tutti i crediti nei confronti del debitore.
Non determinano un default le seguenti modifiche delle originarie condizioni contrattuali
- riscadenzamento dei crediti e la concessione di proroghe
- dilazioni, rinnovi o ampliamenti di linee di credito

Tali modifiche non devono dipendere dal deterioramento delle condizioni economico-finanziarie del debitore ovvero non devono dare luogo a una perdita.